# Lagosuchus
 (novembre 2011).
Si vous disposez d'ouvrages ou d'articles de référence ou si vous connaissez des sites web de qualité traitant du thème abordé ici, merci de compléter l'article en donnant les références utiles à sa vérifiabilité et en les liant à la section « Notes et références ».
Genre
Espèces de rang inférieur
- † Lagosuchus talampayensis
- † Lagosuchus lilloensis ?

Lagosuchus est un genre éteint de petits archosaures de la famille également éteinte des lagosuchidés. Il a vécu en Argentine au cours du Trias moyen (Ladinien), il y a environ entre 242 et 231 (millions d'années).
Lagosuchus est généralement considéré comme proche des dinosaures (Novas, 1992). On en connaît deux espèces, L. talanpayenisis et L. lilloensis ; ce dernier a été reclassé comme Marasuchus par Paul Sereno en 1994. Bien que certains paléontologues considèrent Marasuchus comme un synonyme de Lagosuchus.

## Description
Lagosuchus n'est connu que par des fossiles très incomplets (seuls une patte arrière, une omoplate et des vertèbres peuvent lui être attribués avec certitude). Les caractéristiques de cette patte montre qu'il s'agissait d'un archosaure légèrement bâti, et remarquable par ses longues pattes minces et son pied bien développé — des caractères qu'il partage avec certains dinosaures. Ces traits, ainsi que la comparaison avec des espèces proches, suggèrent qu'il pouvait courir sur ses pattes arrière pour de courtes périodes, bien qu'il se déplaçât probablement à quatre pattes la plupart du temps. Lagosuchus était probablement un prédateur agile, capable d'utiliser sa vitesse pour chasser des proies et échapper à des prédateurs plus grands.
- Son nom signifie Crocodile lapin
- Taille et poids : 40 cm de long, 100 à 200 g

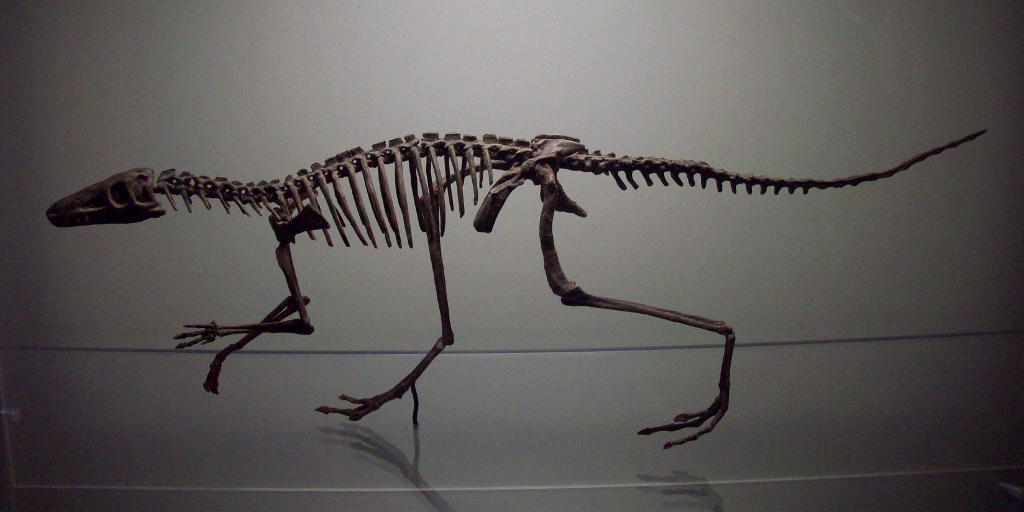
Squelette d'un Lagosuchus

- Distribution : Amérique du Sud (Argentine)
- Régime alimentaire : Carnivore (petits vertébrés), insectivore

Lagosuchus possédait une grande queue, qui contrebalançait le poids de son cou mince. Son corps était court et ramassé. Ses bras étaient longs et se terminaient par des mains à trois doigts. Ses griffes acérées servaient à saisir des insectes et des petits vertébrés.

## Liste d'espèces
- † Lagosuchus talampayensis
- † Lagosuchus lilloensis (Marasuchus lilloensis)